# Sireuil
Sireuil település Franciaországban, Charente megyében. Lakosainak száma 1166 fő (2022. január 1.). Sireuil Champmillon, Nersac, Roullet-Saint-Estèphe, Trois-Palis és Mosnac-Saint-Simeux községekkel határos.

## Népesség
A település népessége az elmúlt években az alábbi módon változott:
| Lakosok száma | 1023 | 899  | 1121 | 1173 | 1168 | 1155 | 1158 | 1160 | 1157 | 1166 |
|               | 1968 | 1982 | 1990 | 2006 | 2013 | 2015 | 2017 | 2019 | 2020 | 2022 |